# Paul Collart
Paul Collart (* 19. April 1902 in Genf; † 8. September 1981 ebenda) war ein Schweizer Archäologe und Althistoriker.

## Leben
Paul Collart war der Sohn des Architekten Louis Collart. Er studierte an der philosophischen Fakultät der Universität Genf und erwarb 1924 sein geisteswissenschaftliches Lizenziat und 1937 seinen Dr. in Genf.
Er wurde 1946 als ausserordentlicher Professor für Archäologie und Alte Geschichte und 1950 als ordentlicher Professor an die Universität Lausanne berufen. Zusätzlich wirkte er von 1940 bis 1950 als ausserordentlicher Professor für Alte Geschichte an der Universität Genf, von 1950 bis 1963 als ordentlicher Professor. 1963 wurde er Direktor des Istituto Svizzero di Roma und blieb dieses bis 1970.
1953 erhielt er von der UNESCO den Auftrag, die Kulturgüter Syriens und des Libanon zu inventarisieren.
Paul Collart war verheiratet mit Madeleine, Tochter des Chemikers Auguste Mansion.

### Beteiligungen an Ausgrabungen
In der Zeit von 1938 bis 1940 war er an den Ausgrabungen in Philippi in Makedonien und in Baalbek im Libanon beteiligt.
Von 1954 bis 1956 leitete er, auf Bitten des Direktors der Antikenverwaltung in Syrien, Henri Seyrig, Ausgrabungen am Baalschamin-Tempel in Palmyra. Hieraus entstand die erste grosse schweizerische Grabung im Ausland; sie wurde finanziert vom Schweizer Nationalfonds.

### Fotografisches Wirken
Von seinen Reisen rund ums Mittelmeer, die er in der Zeit von 1928 bis 1970 unternahm, brachte Collart Tausende von Fotonegativen mit, die nicht nur von archäologischem, sondern auch von ethnographischem Wert waren; sie zeugen von den sozioökonomischen Veränderungen in den Ländern Südeuropas und des Nahen Ostens.
Nach dem Tod von Paul Collart im Jahr 1981 übergaben seine Erben Pierre Ducrey von der Universität Lausanne die fotografische Sammlung ihres Vaters. Ducrey, damals Dekan der Philosophischen Fakultät, beauftragte das Institut für Archäologie und Altertumswissenschaft der Universität mit der Einrichtung eines Paul-Collart-Archivs. Es wurden ein Inventar sowie ein Katalog der fotografischen Sammlung erstellt und mit der Digitalisierung des übergebenen Materials begonnen. Zwischen 2003 und 2007 wurden über dreitausend Originalnegative digitalisiert. Das Archiv besteht aus 38 Alben, 4000 Schwarz-Weiß-Fotografien sowie 1000 noch nicht digitalisierten Fotografien, Dokumentationen von 190 Fundstellen, 100 Originalzeichnungen, 500 Briefen und 20 Ausgrabungsheften.

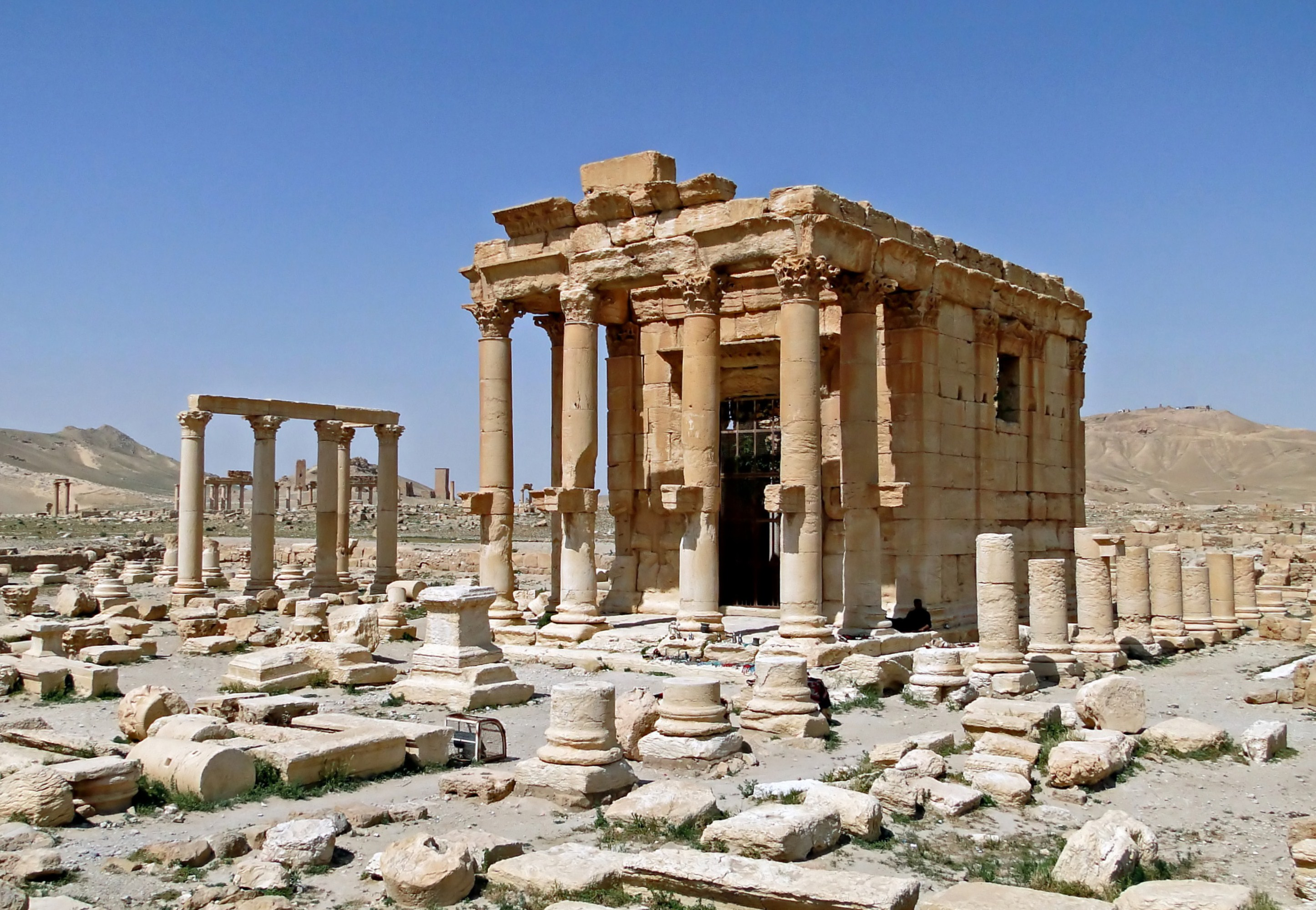
Tempel des Baalshamin in Palmyra

Die wissenschaftlichen Ergebnisse der Ausgrabungen sowie die vorliegenden Fotografien aus Palmyra wurden zu einer wichtigen Quelle für die Dokumentation der eventuellen Rekonstruktion des mit Sprengstoff zerstörten Baaltempels im Jahr 2015. Derzeit (2019) ist geplant, anhand der Fotografien und Aufzeichnungen von Paul Collart ein digitales 3-D-Modell des Baalschamin-Tempels zu erstellen und mit Open Access für die Öffentlichkeit zugänglich zu machen.

## Mitgliedschaften
- Ab 1926 war Paul Collart ausländisches Mitglied der École française d’Athènes in Athen.

## Auszeichnungen und Ehrungen
- 1971: Georges-Perrot-Medaille der Académie des inscriptions et belles-lettres in Paris

## Schriften
- Les papyrus bouriant par Paul Collart agrégé de l’Université Professeur au lycée pasteur. Librairie ancienne honoré champion éditeur Édouard Champion 5, Paris 1926.
- Les papyrus grecs d’Achmîm à la Bibliothèque Nationale de Paris. Impr. de l’Inst. Français d’Archéologie Orientale, Kairo 1930.
- Nonnos de Panopolis études sur la composition et le texte des Dionysiaques. Impr. de l’Institut français d’archéologie orientale, Kairo 1930.
- Philippes. Ville de Macédoine depuis ses origines jusqu’à la fin de l’époque romaine. E. de Boccard, Paris 1937.
- mit Pierre Coupel: L’Autel monumental de Baalbek. P. Geuthner, Paris 1951.
- mit Maurice Chehab, Armando Dillon: Liban: aménagement de la ville de Tripoli et du site de Baalbek, rapport de la mission envoyée par l’UNESCO en 1953, Paul Collart, chef de mission, Emir Maurice Chehab et Armando Dillon. UNESCO (Tours, impr. de Arrault), Paris 1954.
- Le Sanctuaire de Baalshamîn à Palmyre. Institut suisse de Rome, Rom 1969.
- mit Pierre Ducrey: Philippes I: Les reliefs rupestres (= Bulletin de correspondance hellénique. Supplementband 2). École française d’Athènes, Athen 1975.